# Listen Up! (álbum de Haley Reinhart)
Listen Up! é o álbum de estreia da cantora norte-americana Haley Reinhart, finalista da décima temporada do American Idol. O disco foi lançado em 22 de maio de 2012 pelas gravadoras 19/Interscope em duas versões, uma padrão e outra deluxe, com quatro faixas extras. Ele debutou na décima-sétima posição da Billboard 200 e na 52ª da parada de álbuns do Canadá, e foi bem recebido pelos críticos especializados, que elogiaram a mistura de som retrô e moderno e os vocais de Haley.
O primeiro single do disco, "Free", foi liberado em 20 de março de 2012 e alcançou a quarta posição no Bubbling Under Hot 100.

## Desenvolvimento e música
A cantora pediu autorização para sua gravadora para não trabalhar em material para o disco enquanto participava da American Idols LIVE! Tour 2011, pois queria estar totalmente focada nele. Quando finalizou a turnê, ela se mudou para Los Angeles para trabalhar com outras pessoas e fazer as gravações. Sobre o processo de composição, ela comentou, "A melodia vem primeiro e facilmente pra mim. Quando está organizada é bem divertido ir de trás pra frente e criar uma história junto com os outros compositores". Haley co-escreveu todas as faixas do disco, exceto "Free", que ela escolheu enquanto ainda estava em turnê.
O álbum possui música retrô, com críticos musicais diferentes apontando influências dos anos 50, 60 e 70. Ele é essencialmente pop e neo soul, com algumas características de new wave. O som foi comparado ao de Mariah Carey, Adele, Duffy e Amy Winehouse.

## Lista de faixas
| N.º | Título                   | Compositor(es)                                               | Produtor(es) | Duração |  |
| 1.  | "Oh My!" (feat. B.o.B)   | Haley Reinhart, Rob Kleiner, MoZella, Bobby Ray Simmons, Jr. | Kleiner      | 2:49    |  |
| 2.  | "Free"                   | Busbee, Lucie Silvas                                         | Busbee       | 4:14    |  |
| 3.  | "Liar"                   | Reinhart, Kleiner, Sam Watters                               | Kleiner      | 3:24    |  |
| 4.  | "Wasted Tears"           | Reinhart, Busbee, Jonathan Green                             | Busbee       | 3:15    |  |
| 5.  | "Undone"                 | Reinhart, MoZella, Rune Westberg                             | Westberg     | 3:49    |  |
| 6.  | "Now That You're Here"   | Reinhart, Watters, Chris DeStefano                           | DeStefano    | 3:19    |  |
| 7.  | "Wonderland"             | Reinhart, Chris Seefried                                     | Seefried     | 3:40    |  |
| 8.  | "Keep Coming Back"       | Reinhart, Kleiner, Steve McEwan                              | Kleiner      | 4:01    |  |
| 9.  | "Hit the Ground Runnin'" | Reinhart, Mike Elizondo, Aimée Proal, Trevor Lawrence        | Busbee       | 3:43    |  |
| 10. | "Walking on Heaven"      | Reinhart, Proal, Elizondo, Lawrence                          | Busbee       | 3:24    |  |

| Edição deluxe/Walmart |                                    |                                          |                   |         |  |
| N.º                   | Título                             | Compositor(es)                           | Produtor(es)      | Duração |  |
| 11.                   | "Follow Me (I'm Right Behind You)" | Reinhart, Kleiner, McEwan, Jason Falkner | Kleiner, Falkner  | 3:14    |  |
| 12.                   | "Spiderweb"                        | Reinhart, David Hodges, Steven Miller    | Hodges            | 3:27    |  |
| 13.                   | "What You Don't Know"              | Reinhart, Busbee, Watters                | Busbee, J Bonilla | 2:58    |  |
| 14.                   | "Let's Run Away"                   | Reinhart, Blake Carter, Lauren Christy   | Shy Carter        | 3:31    |  |

## Recepção

### Análise da crítica
| Críticas profissionais     | Críticas profissionais |
| Avaliações da crítica      | Avaliações da crítica  |
| Fonte                      | Avaliação              |
| -------------------------- | ---------------------- |
| Allmusic                   | [ 7 ]                  |
| USA Today                  | (positiva)             |
| Artistdirect               | [ 8 ]                  |
| Spin Magazine              | [ 11 ]                 |
| Entertainment Weekly       | B+                     |
| The New York Times         | (positiva)             |
| Seattle Post-Intelligencer | (positiva)             |
| People Magazine            | [ 14 ]                 |

O álbum foi recebido com resenhas geralmente positivas. No Allmusic, Matt Collar  chamou as canções de "sólidas" e notou que possuem um som retrô, influenciado pelos anos 60. Ele a comparou com Mariah Carey e concluiu que Listen Up! é "definitivamente digno de ser ouvido". Rick Florino, do Artistdirect, afirmou que ele é "emotivo e doce ao mesmo tempo", misturando um "som clássico com o espírito moderno" e elogiou os vocais da cantora. Ele o elegeu um dos melhores discos de estreia de 2012. Jon Caramanica, crítico de The New York Times, descreveu o álbum como "bem-feito e cheio de faixas pop-soul substanciais e densas que combinam extremamente bem com a voz profunda [da cantora]" e concluiu que é "convincente e estimulante".
No Seattle Post-Intelligencer, Kirsten Coachman disse que, "da composição cativante aos arranjos bem trabalhados com mistura de gêneros musicais, torna-se aparente que Reinhart sabe exatamente o que é como artista e sabe como expressar isso de uma maneira que você nada pode fazer a não ser ouvir".

### Desempenho comercial
Listen Up estreou na décima-sétima posição da Billboard 200, pela venda de 20 mil cópias em sua primeira semana.
| Parada (2012)                  | Melhor posição |
| ------------------------------ | -------------- |
| Canadá (Canadian Albums Chart) | 52             |
| Estados Unidos (Billboard 200) | 17             |